# Coyote
Coyote – kanadyjski kołowy wóz rozpoznawczy w układzie 8x8 bazujący na szwajcarskim KTO Piranha II. Wprowadzony na wyposażenie Canadian Army w 1996 roku.
Coyote został zaprojektowany jako ośmiokołowy pojazd dla kanadyjskich jednostek rozpoznawczych. Zastąpił wcześniej używane pojazdy AVGP Cougar.
Pojazd bazuje na transporterze Piranha II. Kadłub wykonano ze spawanych płyt. Pancerz został wzmocniony w porównaniu do swojego poprzednika. Chroni przed pociskami małokalibrowej broni palnej oraz odłamkami min i pocisków artyleryjskich.
Głównym uzbrojeniem Coyote jest szybkostrzelne działko M242 Bushmaster kal. 25 mm umieszczony w wieży. Dodatkowym uzbrojeniem są dwa karabiny maszynowe C6 kal. 7,62 mm, jeden sprzężony z działkiem M242, a drugi umieszczony jest na dachu kadłuba.
Załogę pojazdu Coyote stanowią cztery osoby: dowódca, kierowca, strzelec oraz żołnierz obsługujący aparaturę rozpoznawczą.